# Luciferian Towers
Luciferian Towers (estilizado como "Luciferian Towers") é o sexto álbum de estúdio da banda canadense de post-rock Godspeed You! Black Emperor, lançado em 22 de setembro de 2017 pela Constellation Records.

## Antecedentes
De acordo com a folha de registro da Constellation Records sobre o álbum, Luciferian Towers foi feita "no meio de uma bagunça comunitária, criando cães e crianças. Olhos para cima e cheios de alegria terrível - nós miramos em notas erradas que explodem, um murmúrio silencioso amplificado para o céu. Nós gravamos tudo em um barco a motor em chamas." Uma lista de "grandes exigências" também acompanhou as informações sobre o álbum, incluindo:
- um fim à invasão estrangeira
- um fim às fronteiras
- o desmantelamento total do complexo prisional-industrial
- cuidados de saúde, habitação, alimentação e água reconhecidos como direitos humanos inalienáveis
- os especialistas que quebraram este mundo nunca mais poderão falar[3]

## Recepção
| Críticas profissionais | Críticas profissionais |
| Pontuações agregadas   | Pontuações agregadas   |
| Fonte                  | Avaliação              |
| ---------------------- | ---------------------- |
| Metacritic             | 78/100                 |
| Avaliações da crítica  |                        |
| Fonte                  | Avaliação              |
| AllMusic               | [ 5 ]                  |
| The A.V. Club          | B+                     |
| Metal Storm            | 7.2/10                 |
| Pitchfork              | 7.3/10                 |
| Pretty Much Amazing    | A−                     |

Luciferian Towers foi bem recebo pelos críticos de música contemporânea em seu lançamento. No Metacritic, que atribui uma classificação normalizada de 100 ás resenhas das principais publicações, o álbum recebeu uma pontuação média de 78 com base em 19 resenhas.
Em uma resenha de quatro estrelas para o AllMusic, Paul Simpson concluiu que "como muitos dos álbuns do Godspeed, Luciferian Towers pode parecer sombrio ou fúnebre na superfície, mas, em última análise, é incrivelmente otimista e esperançoso. Talvez por necessidade, o grupo parece mais inspirado aqui do que há algum tempo, e o resultado é, sem dúvida, seu melhor trabalho desde a obra de 2000, Lift Your Skinny Fists Like Antennas to Heaven." O álbum recebeu uma nota B+ de Josh Modell, do The A.V. Club, que resumiu chamando a música de "sons incríveis para esmagar o estado". Sean T. Collins deu ao álbum uma nota 7.3 de 10 na resenha para a Pitchfork, afirmando que "a música do Godspeed é sustentada pela política esquerdista radical de seus músicos (quero dizer, veja esse comunicado à imprensa), e isso significa que há esperança em vez de desespero em seu coração - uma crença de que a luta coletiva contra nossos senhores é uma batalha que vale a pena lutar, em vez de uma conclusão precipitada à qual se render. É esse espírito que anima o Luciferian Towers, o álbum mais melódico e de sonoridade positiva e poderosa da banda até hoje. Uma olhada no mundo ao nosso redor oferece um argumento persuasivo de que esse é o espírito de que precisamos".
O crítico do Pretty Much Amazing, Luke Fowler, também elogiou o álbum, escrevendo que "Luciferian Towers é um álbum melhor do que Asunder. Eu me arriscaria a dizer que é ainda melhor do que 'Allelujah! Don't Bend! Ascend! de 2012, em virtude de seus interlúdios não serem completamente descartáveis. É menos ousado do que seus primeiros e melhores trabalhos (gostaria que eles fizessem outro LP duplo um dia desses), mas é um bom presságio para o futuro deles e se destaca como um dos melhores álbuns do ano".

## Faixas

### Edições em CD e vinil
| N.º            | Título                        | Duração |  |
| 1.             | "Undoing a Luciferian Towers" | 7:47    |  |
| 2.             | "Bosses Hang"                 | 14:45   |  |
| 3.             | "Fam / Famine"                | 6:44    |  |
| 4.             | "Anthem for No State"         | 14:48   |  |
| Duração total: | Duração total:                | 44:04   |  |

### Edição digital
| N.º            | Título                         | Duração |  |
| 1.             | "Undoing a Luciferian Towers"  | 7:47    |  |
| 2.             | "Bosses Hang, Pt. I"           | 4:39    |  |
| 3.             | "Bosses Hang, Pt. II"          | 4:40    |  |
| 4.             | "Bosses Hang, Pt. III"         | 5:24    |  |
| 5.             | "Fam / Famine"                 | 6:44    |  |
| 6.             | "Anthem for No State, Pt. I"   | 3:05    |  |
| 7.             | "Anthem for No State, Pt. II"  | 2:55    |  |
| 8.             | "Anthem for No State, Pt. III" | 8:36    |  |
| Duração total: | Duração total:                 | 43:50   |  |

## Pessoal

### Godspeed You! Black Emperor
- Thierry Amar – contrabaixo, baixo elétrico
- David Bryant – guitarra elétrica, MG-One
- Aidan Girt - bateria
- Timothy Herzog - bateria
- Efrim Manuel Menuck – guitarra elétrica, órgão, OP-1
- Michael Moya – guitarra elétrica
- Mauro Pezzente – baixo
- Sophie Trudeau – violino, órgão

### Convidados em "Undoing a Luciferian Towers"
- Bonnie Kane – saxofone, flauta, eletrônicos
- Craig Pedersen – trombeta

## Tabelas
| Tabelas (2017)                        | Melhor posição |
| ------------------------------------- | -------------- |
| Bélgica (Ultratop Flandres)           | 58             |
| Bélgica (Ultratop Valônia)            | 131            |
| Alemanha (Offizielle Deutsche Charts) | 100            |
| Países Baixos (Dutch Charts)          | 112            |
| Escócia (Official Scottish Albums)    | 11             |
| Reino Unido (Official Albums Chart)   | 34             |